# Alexandr Vinogradov (sportovec)
Alexandr Vinogradov (rusky: Александр Виноградов) (28. února 1918, Moskva – 10. prosince 1988) byl sovětský reprezentační hokejový obránce.
S reprezentací Sovětského svazu získal jen jednu medaili a to zlato v roce 1954.

## Reprezentační statistiky
| 1954 | SSSR | Mistrovství světa | 6 | 0 | 0 | 0 | 0 |